# Mayjia Gille
Mayjia Gille (* 1972 in Eilenburg als Maja Gille) ist eine deutsche Autorin, Schauspielerin, Sprecherin, Theaterpädagogin, Musikerin, Malerin, Moderatorin und Dozentin.

## Leben
Gille wuchs in Leipzig, München und West-Berlin auf, sie lebt seit 2005 in Leipzig. Ihr Vater ist der Maler und Grafiker Sighard Gille. Gille studierte bis 2004 in der Theaterwerkstatt Heidelberg Schauspiel und Theaterpädagogik. Seit 2004 ist sie als freischaffende Sängerin, Autorin und Musikerin tätig.
2004 war sie zunächst mit Norman Dassler, Frank Novicky und Peter Jakubik Mitglied der BekhausBand. Mit der Kunstpop-Band Eisvogel ist Mayjia Gille beim Musiklabel R.U.M. Records unter Vertrag. Ihren Musikstil bezeichnet Gille als „ChansonRocknRoll“ und kreierte damit eine eigene Musikform, die sie als „theatral bildhaft, tanzbar, vielfältig, textstark, nicht Liedermacher, aber auch nicht mainstream“ bezeichnet. Ihre Musiker stammen der Leipziger Jazz-Szene. Mit dem Percussionisten Conny Sommer produzierte sie 2017 eine CD, Luxusnacht. Seit 2015 tritt Mayjia Gille vor allem mit dem finnischen Gitarristen Arto Mäkelä in Erscheinung.
Positive Presseberichte erhielt Mayjia Gille für ihr jahrelanges Engagement der Vertonung der Lyrik von Rainer Maria Rilke. Mit den zwei Lyrikbänden Seit Tagen warte ich in den Sarottihöfen und Kurznachricht um acht ist sie beim Leipziger Literaturverlag zu finden.
2015 gründete sie die Live-Talkshow „Das Ledersofa“, welche seitdem in Leipzig mit Gästen aus Wirtschaft, Kunst, Politik, Literatur und Geisteswissenschaften stattfindet. Die Talkshow findet zweimonatig statt. Seit 2018 moderiert Gille gemeinsam mit dem Schauspieler Georg Herberger.
Ihre schauspielerischen Tätigkeiten umfassen TV-Produktionen (In aller Freundschaft, Tatort) und Theateraufführungen, sowie eigene Theaterinszenierungen, Szenische Lesungen und Hörbuchproduktionen.
Als Malerin trat sie vermehrt seit 2016 mit Ausstellungen unter anderem in der Leipziger Baumwollspinnerei in Erscheinung.
Gille ist Mitglied der Gesellschaft für zeitgenössische Lyrik und im Bundesverband Theaterpädagogik.

## Publikationen
- Seit Tagen warte ich in den Sarottihöfen, Leipziger Literaturverlag, 2016, ISBN 978-3-86660-205-2.
- Kurznachricht um acht, Leipziger Literaturverlag, 2019, ISBN 978-3-86660-240-3.
- Trompeter auf der Landebahn, kul-ja! publishing, 2022, ISBN 978-3-949260-03-2.
- Landgang, kul-ja! publishing, 2023, ISBN 978-3-949260-12-4.

## Diskografie
Alben:
- 2016: Mayjia – Ein Glück (Löwenzahn Medien/R.U.M. Records)
- 2017: Eisvogel – Luxusnacht (Löwenzahn Medien/R.U.M. Records)